# Populus rasumowskiana
Populus rasumowskiana là một loài thực vật có hoa trong họ Liễu. Loài này được Schneid. miêu tả khoa học đầu tiên.